# Барщова-Ґура
Барщова-Ґура (пол. Barszczowa Góra) — село в Польщі, у гміні Новинка Августівського повіту Підляського воєводства.
Населення — 122 особи (2011).
У 1975-1998 роках село належало до Сувальського воєводства.

## Демографія
Демографічна структура станом на 31 березня 2011 року:
|          | Загалом | Допрацездатний вік | Працездатний вік | Постпрацездатний вік |
| -------- | ------- | ------------------ | ---------------- | -------------------- |
| Чоловіки | 67      | 14                 | 46               | 7                    |
| Жінки    | 55      | 9                  | 33               | 13                   |
| Разом    | 122     | 23                 | 79               | 20                   |